# Педагађи
Педагађи је насеље у Италији у округу Сиракуза, региону Сицилија.
Према процени из 2011. у насељу је живело 2114 становника. Насеље се налази на надморској висини од 340 м.